# Rock the Boat (Bob Sinclar)
Rock the Boat è un brano musicale realizzato da Bob Sinclar con la collaborazione vocale di Pitbull, Dragonfly e Fatman Scoop, e pubblicato come singolo il 19 dicembre 2011. Il singolo ha raggiunto la ventiduesima posizione in Francia. Il video musicale prodotto per Rock the Boat è stato reso disponibile su YouTube il 21 gennaio 2012.

## Tracce
Download digitale
1. Rock the Boat (Original Version) – 3:08
2. Rock the Boat (Radio Edit) – 3:08

CD singolo
1. Rock The Boat (Original Radio Edit) - 03:10
2. Rock The Boat (Original Club Version) - 05:06
3. Rock The Boat (Martin Solveig Remix) - 05:42
4. Rock The Boat (Bassjackers & Yellow Remix) - 05:36
5. Rock The Boat (Ilan Khan Remix) - 06:19
6. Rock The Boat (Cutee B Remix) - 05:49

## Classifiche
| Classifica(2011–12) | Posizione più alta |
| ------------------- | ------------------ |
| Belgio (Vallonia)   | 15                 |
| Francia             | 20                 |
| Italia              | 20                 |
| Svizzera            | 41                 |